# ビリー・ジョー・ソーンダース
ビリー・ジョー・ソーンダース（Billy Joe Saunders、1989年8月30日 - ）は、イングランドのプロボクサー。ウェリン・ガーデン・シティ出身。元WBO世界ミドル級王者。元WBO世界スーパーミドル級王者。世界2階級制覇王者。

## 来歴

### アマチュア時代
2008年3月、ペスカーラで開催された北京オリンピック予選にウェルター級(69kg)で出場。準決勝でウクライナのオレクサンドル・ストレツキーに敗れたが、3位決定戦でスロバキアのパボル・フラバツカに勝利してオリンピック出場権を獲得した。
2008年8月、18歳で北京オリンピックのウェルター級(69kg)に出場し、2回戦でキューバのカルロス・バントーに敗退した。
北京から帰国後、インターネットに投稿された、ソーンダースがフランスでのイギリス代表チームの合宿中に宿泊先のホテルで地元の女性とみだらで不適切な行為を収めた動画が問題となり、イングランドアマチュアボクシング協会から謹慎処分を受けると、2008年12月3日にフランク・ウォーレンのクィーンズ・ベリープロモーションズと契約をしてプロへ転向した。

### プロ時代
2009年2月28日、バーミンガムのナショナル・インドア・アリーナでデビュー戦を行い、2回1分47秒TKO勝ちを収めデビュー戦を白星で飾った。
2011年11月5日、ロンドンのウェンブリーにあるウェンブリー・アリーナでBBBofC南部ミドル級王者ゲイリー・ボウルデンと対戦し、10回判定勝ちを収め王座獲得に成功した。
2012年4月28日、ロイヤル・アルバート・ホールでトニー・ヒルとコモンウェルスイギリス連邦ミドル級王座決定戦を行い、初回30秒TKO勝ちを収め王座獲得に成功した。
2012年6月1日、ロンドンのヨーク・ホールでブラッドリー・プライスと対戦し、12回3-0（2者が120-109、120-108）の判定勝ちを収めコモンウェルス王座の初防衛に成功した。
2012年9月14日、ロンドンのヨークホールでジャロッド・フレッチャーと対戦し、2回2分42秒TKO勝ちを収めコモンウェルス王座の2度目の防衛に成功した。
2012年12月15日、ロンドンのエクセル展覧会センターで空位のBBBofC英国ミドル級王座決定戦とコモンウェルス王座の防衛を懸けニック・ブラックウェルと対戦し、12回3-0（117-112、116-113、115-114）の判定勝ちを収めコモンウェルス王座の3度目の防衛、BBBofC英国王座の獲得に成功した。
2013年3月21日、ロンドンのヨークホールでマシュー・ホールと対戦し、12回3-0（120-108、120-109、119-110）の判定勝ちを収めコモンウェルス王座の4度目の防衛、BBBofC英国王座の初防衛に成功した。
2013年7月20日、ウェンブリー・アリーナでゲイリー・オサリバンとWBOインターナショナルミドル級王座決定戦を行い、12回3-0（2者が120-109、119-110）の判定勝ちを収め王座獲得に成功した。
2013年9月21日、カッパー・ボックスでジョン・ライダーと対戦し、12回3-0（115-114、2者が115-113）の判定勝ちを収めコモンウェルス王座5度目の防衛、BBBofC王座2度目の防衛に成功した。
2014年7月26日、マンチェスター・アリーナでエマヌエレ・ブランダムラとEBU欧州ミドル級王座決定戦を行い、8回2分58秒KO勝ちを収め王座獲得に成功した。  
2014年11月29日、ロンドンのエクセル展覧会センターでクリス・ユーバンク・ジュニアと対戦し、12回2-1（115-114、113-116、115-113）の判定勝ちを収めコモンウェルス王座の6度目、BBBofC英国王座の3度目、EBU王座の初防衛に成功した。
2015年1月23日、WBOからWBO世界ミドル級王者のアンディ・リーと指名試合に関する入札を行うよう指令を受けた。
2015年2月9日、ハッサン・ヌダム・ヌジカムとIBF世界ミドル級王座決定戦を行うよう指令を受けた。
2015年2月12日、WBO世界ミドル級王座への挑戦を理由にIBF世界ミドル級王座決定戦への出場を辞退した。
2015年8月14日、同年9月19日にリムリックのトモンド・パークでWBO世界ミドル級王者のアンディ・リーと指名試合を行い、王座獲得を目指す予定だったが、リーがウイルス性の病気にかかり10月に延期となった。
2015年9月2日、同年10月10日にマンチェスターのマンチェスター・アリーナで延期となっていたWBO世界ミドル級王者アンディ・リーとの指名試合を行う予定だったが、今度はソーンダースがスパーリング中に右眉をカットして試合が再び延期となった。
2015年12月19日、マンチェスターのマンチェスター・アリーナでWBO世界ミドル級王者のアンディ・リーと指名試合を行い、3回に2度ダウンを奪い12回2-0（113-113、114-112、115-111）の判定勝ちを収め、指名試合を制しての王座獲得に成功した。
2016年1月、WBA世界ミドル級スーパー王者でWBC世界ミドル級暫定王者でIBF世界ミドル級王者のゲンナジー・ゴロフキンをプロモートするK2プロモーションから王座統一戦のオファーを受けた。これに対してソーンダース側は、英国開催など条件の改善を要求したため王座統一戦に関する対戦交渉が決裂した。
2016年4月13日、同月30日にカッパー・ボックス・アリーナで元EBU欧州ミドル級王者でWBO世界ミドル級11位のマックス・ブーサックと初防衛戦を行う予定だったが、ソーンダースがスパーリング中に左拳を骨折したため延期になった。
2016年9月17日、テキサス州アーリントンのAT&Tスタジアムでサウル・アルバレスvsリアム・スミスの前座に出場する交渉が進められていたが、対戦相手として提示された、ガブリエル・ロサド、ウィリー・モンロー・ジュニア、カーティス・スティーブンスが、いずれもゴロフキンに負けている事を理由に出場を断った。
2016年10月14日、同月22日にカーディフのモーターポイント・アリーナ・カーディフでWBO世界ミドル級10位でWBF世界ミドル級王者のアルツール・アカボフと初防衛戦を行う予定だったが、ソーンダースが筋肉を痛めて同年11月26日に延期になった。同年11月24日にはアカボフの書類不備（翻訳ミス）が見つかり同年12月3日へ再延期になった。
2016年12月3日、1年ぶりの試合をペイズリーのラグーン・レジャー・センターでWBO世界ミドル級10位でWBF世界ミドル級王者のアルツール・アカボフと対戦し、12回3-0（116-113、116-112、115-113）の判定勝ちを収め、初防衛に成功した。
2016年12月22日、WBOがWBO世界ミドル級王者ビリー・ジョー・ソーンダースの指名挑戦者にサウル・アルバレスを指名した。アルバレスのプロモーターのゴールデンボーイ・プロモーションズが同月10日に提出していた要望にWBOが応えたもので、WBOはアルバレスを指名挑戦者に選んだ理由を一流の相手に勝利してきた実績と、観客動員力とペイ・パー・ビュー放送される人気選手でボクシングファンのアイドルであると評価した。WBO世界ミドル級1位のアフタンディル・クルツィゼも同月8日に、WBOルールに定められた指名防衛試合の期限9ヵ月を超えても指名試合を行わないビリー・ジョー・ソーンダースに対して指名試合を行わせるようWBOへ要望していたため、クルツィゼ陣営に10日間の不服申立て期間が与えられた。
2017年1月27日、WBOはWBO世界ミドル級王者のビリー・ジョー・ソーンダースとWBO世界ミドル級1位のアフタンディル・クルツィゼに対し、指名試合に関する対戦交渉を開始するよう指令を出した。10日以内に合意に至らなければ入札となり、最低入札価格は20万ドルになる。
2017年6月8日、同年7月8日にカッパー・ボックス・アリーナでWBO世界ミドル級暫定王者のアフタンディル・クルツィゼと指名試合を行う予定だったが、クルツィゼがニューヨークで摘発されたロシア系犯罪組織の内の1人として逮捕されたため、クイーンズベリー・プロモーションズはタイトルマッチの延期を発表した。同月14日にクルツィゼは暫定王座を剥奪された。
2017年9月16日、カッパー・ボックス・アリーナでWBO世界ミドル級5位でWBOインターコンチネンタルミドル級王者のウィリー・モンロー・ジュニアと対戦し、12回3-0（117-111、117-112、115-114）の判定勝ちを収め2度目の防衛に成功した。
2017年12月16日、モントリオールのプレイス・ベルで元IBF世界ミドル級王者でWBO世界ミドル級2位のデイビッド・レミューと対戦し、12回3-0（120-108、117-111、118-110）の判定勝ちを収め、3度目の防衛に成功した。
2018年3月21日、ソーンダースがトレーニング中に手を負傷した為、4月14日に予定されていたマーティン・マレーとの試合が6月23日まで延期されることが発表された。
2018年6月3日、ソーンダースがトレーニング中に負傷した為、6月23日に予定されていたマーティン・マレーとの試合が再延期されることが発表された。
2018年7月12日、WBOはWBO世界ミドル級王者ビリー・ジョー・ソーンダースとWBO世界ミドル級2位デメトリアス・アンドラーデに対し指名試合で対戦するよう指令を出し、10日以内に対戦の合意に達しない場合は入札を行うことを通達した。
2018年9月25日、車に乗るソーンダースが、通りにいた麻薬中毒とみられる女性に150ポンド（約2万2千円）分の麻薬を渡すのと引き換えに、同乗者の男と性行為をさせようとしてから、たまたま通りかかった通行人の男性を小児性愛者と偽って女性をけしかけ殴らせた動画が流失し、警察が麻薬提供や暴行幇助の疑いで捜査を開始した問題で、ソーンダースは冗談のつもりだった本当に謝りたいと謝罪をしたものの、英国ボクシング管理委員会がソーンダースに10万ポンド（約1500万円）の罰金を科した。
2018年9月26日、デメトリアス・アンドラーデ戦の為に契約をしたVADAによる抜き打ちの薬物検査を8月30日にシェフィールドで受けたソーンダースに禁止薬物の興奮剤オキシロフリンが検出されたことが発表された。10月20日にマサチューセッツ州ボストンで予定されているデメトリアス・アンドラーデ戦については、10月8日に同州アスレチック・コミッションが協議して結論を下す事になった。WBOのパコ・バルカルセル会長は同州コミッションがライセンスを発行しない場合は王座を剥奪すると明言し、発行された場合でも調査を行い、試合を許可するか判断するとした。ただし、英国ボクシング管理委員会の規定ではオキシロフリンを試合当日の検査のみにおいて禁止薬物と定めており、試合前の検出は違反では無いためイギリスでは処分の対象ではない。ソーンダースは鼻詰まりスプレーに入っていたものだとして、故意の使用を否定した。
2018年10月9日、マサチューセッツ州アスレチック・コミッションは、ソーンダースの試合出場ライセンスを認めない決定を下した。これにより、同月20日に同州で行う予定だったデメトリアス・アンドラーデとの防衛戦が正式に中止となった。
2018年10月11日、ソーンダースがWBO世界ミドル級王座を返上した。同日WBOはソーンダースのWBOランキングを6カ月間停止する決定を下した。
2018年12月12日、WBOのランキング停止期間中であったがマンチェスター・アリーナでチャールズ・アダムと対戦し、アダムが4回に棄権したためソーンダースが勝利した。
2019年1月22日、WBOはソーンダースが行った社会奉仕活動と抜き打ち薬物検査をパスした実績を認め、ソーンダースの出場停止処分を取りやめて、デメトリアス・アンドラーデの指名挑戦者にすると発表した。
2019年5月18日、ヒルベルト・ラミレスの王座返上に伴いスティーブニッジのラメックス・スタジアムでシェファト・イスフィーとWBO世界スーパーミドル級王座決定戦を行い、12回3-0（120-108、117-111、118-110）の判定勝ちを収め、2階級制覇に成功した。
2019年8月2日、話し合いの末円満にフランク・ウォーレンのクィーンズ・ベリープロモーションズを離脱した。
2019年8月13日、エディー・ハーンのマッチルーム・スポーツと契約した。
2019年11月9日、アメリカ・ロサンゼルスのステイプルズ・センターでKSIvsローガン・ポールの前座でWBO世界スーパーミドル級10位のマルセロ・エステバン・コセレスと対戦し、11回1分59秒KO勝ちを収め初防衛に成功した。この試合で、ソーンダースは75万ドル（約8100万円）、コセレスは8万ドル（約870万円）のファイトマネーを稼いだ。
2020年3月28日、ソーンダースが、家庭内で揉め事が起きた際の女性への攻撃方法を、自身が実際にサンドバッグを殴って実演しながらアドバイスしている映像が流出。ソーンダースは「私はドメスティックバイオレンス（DV）を一切許容しない」と謝罪して家庭内暴力に関する慈善団体に2万5000ポンド（約335万円）を寄付すると表明したが、英国ボクシング管理委員会は聞き取り調査の結果が出るまでソーンダースのライセンスを一時停止すると発表した。
2020年5月2日、T-モバイル・アリーナでWBA世界スーパーミドル級王者サウル・アルバレスと王座統一戦で対戦する交渉が締結寸前だったが新型コロナウイルスの影響で試合延期になった。
2020年7月23日、英国ボクシング管理委員会がソーンダースに15000ポンド（約210万円）の罰金を科すことを決定し、ライセンスの一時停止を撤回した。
2020年12月4日、ウェンブリーでWBO世界スーパーミドル級12位のマーティン・マレーと対戦し、12回判定勝ちで2度目の防衛に成功した。
2021年5月8日、アメリカ合衆国テキサス州のAT&TスタジアムでWBAスーパー・WBC世界スーパーミドル級王者サウル・アルバレスと3団体王座統一戦を行い、8回終了後に棄権をしたためTKO負けで王座統一に失敗し王座から陥落した。試合中にソーンダースは頬骨と眼窩骨を3箇所骨折し手術を受けた。

## 戦績
- プロボクシング：31戦 30勝 (14KO) 1敗

| 戦           | 日付           | 勝敗 | 時間     | 内容    | 対戦相手                     | 国籍           | 備考                                                |
| ------------ | -------------- | ---- | -------- | ------- | ---------------------------- | -------------- | --------------------------------------------------- |
| 1            | 2009年2月28日  | ☆    | 2R 1:47  | TKO     | アッティラ・モルナール       | ハンガリー     | プロデビュー戦                                      |
| 2            | 2009年5月15日  | ☆    | 2R 1:16  | TKO     | ロニー・ガベル               | ドイツ         |                                                     |
| 3            | 2009年7月18日  | ☆    | 2R 1:21  | TKO     | マット・スクリベン           | イギリス       |                                                     |
| 4            | 2009年10月9日  | ☆    | 4R       | 判定3-0 | アレックス・スピトコ         | ラトビア       |                                                     |
| 5            | 2009年12月5日  | ☆    | 6R       | 判定3-0 | リー・ノーブル               | イギリス       |                                                     |
| 6            | 2010年5月15日  | ☆    | 6R       | 判定3-0 | アンディ・バトリン           | イギリス       |                                                     |
| 7            | 2010年12月11日 | ☆    | 2R 0:39  | TKO     | トニー・ランデル             | イギリス       |                                                     |
| 8            | 2011年4月2日   | ☆    | 2R 終了  | TKO     | トゥルガイ・ウズン           | ドイツ         |                                                     |
| 9            | 2011年5月21日  | ☆    | 2R 3:00  | TKO     | ケビン・ハモンド             | イギリス       |                                                     |
| 10           | 2011年10月15日 | ☆    | 1R 2:51  | TKO     | ノルベルト・ゼッカーズ       | ハンガリー     |                                                     |
| 11           | 2011年11月5日  | ☆    | 10R      | 判定3-0 | ゲイリー・ボールデン         | イギリス       | BBBofC英国南部ミドル級タイトルマッチ                |
| 12           | 2011年12月14日 | ☆    | 1R 1:07  | TKO     | トミー・トラン               | イギリス       |                                                     |
| 13           | 2012年4月28日  | ☆    | 1R 0:30  | TKO     | トニー・ヒル                 | イギリス       | コモンウェルス英連邦ミドル級王座決定戦              |
| 14           | 2012年6月1日   | ☆    | 12R      | 判定3-0 | ブラッドリー・プライス       | イギリス       | コモンウェルス防衛1                                 |
| 15           | 2012年9月14日  | ☆    | 2R 2:42  | TKO     | ジャロッド・フレッチャー     | オーストラリア | コモンウェルス防衛2                                 |
| 16           | 2012年12月15日 | ☆    | 12R      | 判定3-0 | ニック・ブラックウェル       | イギリス       | BBBofC英国ミドル級王座決定戦 コモンウェルス防衛3    |
| 17           | 2013年3月21日  | ☆    | 12R      | 判定3-0 | マシュー・ホール             | イギリス       | コモンウェルス防衛4・BBBofC英国防衛1                |
| 18           | 2013年7月20日  | ☆    | 12R      | 判定3-0 | ゲイリー・オサリバン         | イギリス       | WBOインターナショナルミドル級王座決定戦             |
| 19           | 2013年9月21日  | ☆    | 12R      | 判定3-0 | ジョン・ライダー             | イギリス       | コモンウェルス防衛5・BBBofC英国防衛2                |
| 20           | 2014年7月26日  | ☆    | 8R 2:58  | KO      | エマヌエル・ブランダムラ     | イタリア       | EBU欧州ミドル級王座決定戦                           |
| 21           | 2014年11月29日 | ☆    | 12R      | 判定2-1 | クリス・ユーバンク・ジュニア | イギリス       | コモンウェルス防衛6・BBBofC英国防衛3・EBU防衛1      |
| 22           | 2015年7月24日  | ☆    | 4R 0:53  | TKO     | ヨアン・ブロイア             | フランス       |                                                     |
| 23           | 2015年12月19日 | ☆    | 12R      | 判定2-0 | アンディ・リー               | アイルランド   | WBO世界ミドル級タイトルマッチ                       |
| 24           | 2016年12月3日  | ☆    | 12R      | 判定3-0 | アルツール・アカボフ         | ロシア         | WBO防衛1                                            |
| 25           | 2017年9月16日  | ☆    | 12R      | 判定3-0 | ウィリー・モンロー・ジュニア | アメリカ合衆国 | WBO防衛2                                            |
| 26           | 2017年12月16日 | ☆    | 12R      | 判定3-0 | デイビッド・レミュー         | カナダ         | WBO防衛3                                            |
| 27           | 2018年12月22日 | ☆    | 4R 終了  | TKO     | チャールズ・アダム           | ガーナ         |                                                     |
| 28           | 2019年5月18日  | ☆    | 12R      | 判定3-0 | シェファト・イスフィ         | ドイツ         | WBO世界スーパーミドル級王座決定戦                   |
| 29           | 2019年11月9日  | ☆    | 11R 1:59 | KO      | マルセロ・コセレス           | アルゼンチン   | WBO防衛1                                            |
| 30           | 2020年12月4日  | ☆    | 12R      | 判定3-0 | マーティン・マレー           | イギリス       | WBO防衛2                                            |
| 31           | 2021年5月8日   | ★    | 8R 終了  | TKO     | サウル・アルバレス           | メキシコ       | WBA・WBC・WBO世界スーパーミドル級王座統一戦 WBO陥落 |
| テンプレート |                |      |          |         |                              |                |                                                     |

## 獲得タイトル
- BBBofC南部ミドル級王座
- コモンウェルスイギリス連邦ミドル級王座
- BBBofC英国ミドル級王座
- WBOインターナショナルミドル級王座
- EBU欧州ミドル級王座
- WBO世界ミドル級王座（防衛3=返上）
- WBO世界スーパーミドル級王座（防衛2）